# Valmiki
Valmiki (/ vɑːlˈmiːki /; tiếng Phạn: वा hod ि, Vālmīki) được ca tụng là nhà thơ harbinger trong văn học tiếng Phạn. Sử thi Ramayana, có niên đại từ thế kỷ thứ 5 trước Công nguyên đến thế kỷ thứ nhất trước Công nguyên, được quy cho ông,  dựa trên sự quy kết trong chính văn bản. itself. Ông được tôn sùng là Ādi Kavi, nhà thơ đầu tiên, tác giả của Ramayana, bài thơ sử thi đầu tiên.
Ramayana, ban đầu được viết bởi Valmiki, bao gồm 24.000 shloka và 7 canto () bao gồm cả Uttara Kanda. chiều dài của Iliad. Ramayana kể câu chuyện về một hoàng tử, Rama của thành phố Ayodhya ở Vương quốc Kosala, người vợ Sita bị bắt cóc bởi Ravana, vua quỷ (Rakshasa) của Lanka.  Valmiki Ramayana có niên đại từ 500 đến 100 hoặc về co-eval với các phiên bản đầu của Mahabharata.  Cũng như nhiều sử thi truyền thống, nó đã trải qua một quá trình nội suy và giao dịch, khiến nó không thể hẹn hò chính xác.
Nhà châm biếm người Anh Aubrey Menen rằng Valmiki, "được công nhận là một thiên tài văn học", và do đó được coi là "một kẻ ngoài vòng pháp luật", có lẽ là do "chủ nghĩa hoài nghi triết học" của ông, là một phần của thời kỳ "Khai sáng Ấn Độ".  cũng được trích dẫn là đương đại của Rama.  Menen tuyên bố Valmiki là "tác giả đầu tiên trong tất cả lịch sử đưa mình vào sáng tác của chính mình." Rama đã gặp Valmiki trong thời gian lưu vong và tương tác với anh ta. Valmiki đã che chở cho Sita trong ẩn thất của mình khi Rama trục xuất cô.  Kusha và Lava, hai con trai sinh đôi của Shri Rama được sinh ra cho Sita trong ẩn thất này. Valmiki đã dạy Ramayana cho Kusha và Lava, người sau đó đã hát câu chuyện thiêng liêng ở Ayodhya trong hội chúng Ashwamedha yajna, để làm hài lòng khán giả, khi đó, Vua Rama đã hỏi họ là ai và sau đó đến thăm ẩn sĩ của Valmiki để xác nhận xem họ là ai và sau đó đến thăm ẩn sĩ của Valmiki. Tự nhận là mẹ của họ thực ra là vợ anh ta lưu vong.  Sau đó, anh triệu tập họ đến cung điện hoàng gia của mình. Kusha và Lava hát câu chuyện về Rama ở đó và Rama xác nhận rằng bất cứ điều gì đã được hai đứa trẻ này hát là hoàn toàn đúng.